# Pehr Wilhelm Wargentin

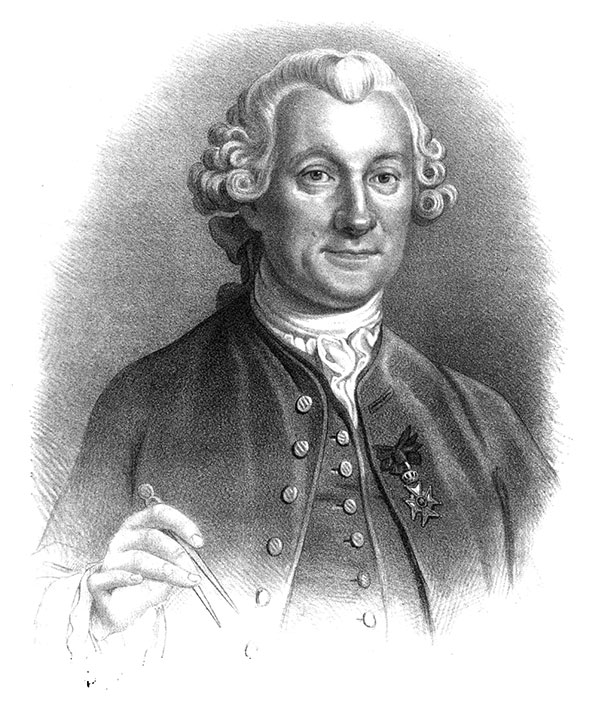
Pehr Wilhelm Wargentin

Pehr Wilhelm Wargentin, auch Peter Vilhelm (* 11. Septemberjul. / 22. September 1717greg. in Sunne (Jämtland), Schweden; † 13. Dezember 1783 in Stockholm) war ein schwedischer Astronom und Statistiker.

## Leben
Wargentin interessierte sich bereits früh für Astronomie und beobachtete mit 12 Jahren zusammen mit seinem Vater, dem Pfarrer Wilhelm Wargentin, eine Mondfinsternis. 1735 begann er sein Studium an der Universität Uppsala, das er 1743 mit dem Magisterexamen abschloss. 1737 regte ihn Professor Anders Celsius an, die Verfinsterung der Galileischen Monde durch den Jupiter genauer zu beobachten.
1741 legte Wargentin nach vier Jahren Arbeit seine Beobachtungs- und Berechnungsergebnisse an der gerade fertiggestellten Sternwarte von Uppsala vor – Tabulae pro calculandis eclipsibus satellitum Jovis in Acta Regiae Societatis Scientiarum Upsalaiensis pro 1741 (1746 gedruckt). Diese Beobachtungen waren genauer als die seiner Vorgänger und zeigten, dass die Monde unregelmäßig den Jupiter umkreisten. Als Ursache vermutete er die gegenseitigen Anziehungskräfte zwischen den Monden. Er bestätigte auch die Feststellung von James Bradley, dass die drei Galileischen Monde Io, Europa und Ganymed immer nach einer Periode von 437 Tagen 19 Stunden und 41 Minuten genau dieselbe Position einnehmen. Damit regte er Joseph-Louis Lagrange 1766 und Pierre-Simon Laplace 1788 an, eine Erklärung durch die Gravitationstheorie von Isaac Newton zu erarbeiten. Die Kopplung der Umlaufzeiten der drei Monde im Verhältnis 1 : 2 : 4 nennt man heute Laplace- oder Bahnresonanz.
Nach seiner Promotion 1743 und seiner Professur für Astronomie 1748 wurde er 1749 ständiger Sekretär der Königlich-Schwedischen Akademie der Wissenschaften in Stockholm. 1753 übernahm er noch die Leitung der Stockholmer Sternwarte, beschaffte Geräte von Daniel Ekström, John Bird, John Dollond und zog in das Gebäude. Als Sekretär gab er die Sitzungsberichte heraus und baute die Akademie durch viele Kontakte zu europäischen Wissenschaftlern weiter aus. Er beteiligte sich an der Ermittlung des Abstandes Erde-Sonne durch Beobachtung der Marsopposition 1752 und der Venustransite 1761 und 1769 in Stockholm.
Er war auch zuständig für das Tabellenverket und sammelte ab 1749 Personendaten aus Kirchenbüchern, die ab 1686 geführt werden mussten (Folkbokföring). Damit wurde Schweden das erste Land der Welt mit einer Bevölkerungsstatistik. Heute wird diese Arbeit vom Statistischen Zentralamt (SCB) geleistet.
1756 heiratete er Christina Magdalena Raab. Sie bekam drei Töchter und starb 1769 bei einer Fehlgeburt.
Schon seit 1741 war Wargentin Mitglied der Königlichen Gesellschaft der Wissenschaften in Uppsala. 1754 wurde er zum auswärtigen Mitglied der Göttinger Akademie der Wissenschaften, 1781 in die American Academy of Arts and Sciences und 1783 zum auswärtigen Mitglied der Pariser Académie des sciences gewählt. Seit 1760 war er Ehrenmitglied der Russischen Akademie der Wissenschaften in Sankt Petersburg. Der Mondkrater Wargentin und eine Hauptschule in Östersund (Wargentinsskolan) wurden nach ihm benannt.
Im heutigen Observatoriums-Museum in Stockholm wird sein Arbeitszimmer gezeigt.